# ムファンガノ島
ムファンガノ島（ムファンガノとう、Mfangano）は、アフリカ最大の湖・ヴィクトリア湖に浮かぶケニア共和国の島。面積65km2で、同国内では最大の湖上島である。行政上は東隣のルシンガ島などとともにホマ・ベイ（ホマ湾）カウンティに属する。2015年現在の推定人口は約21,000人。先史時代に遡る岩壁画の存在が知られている。

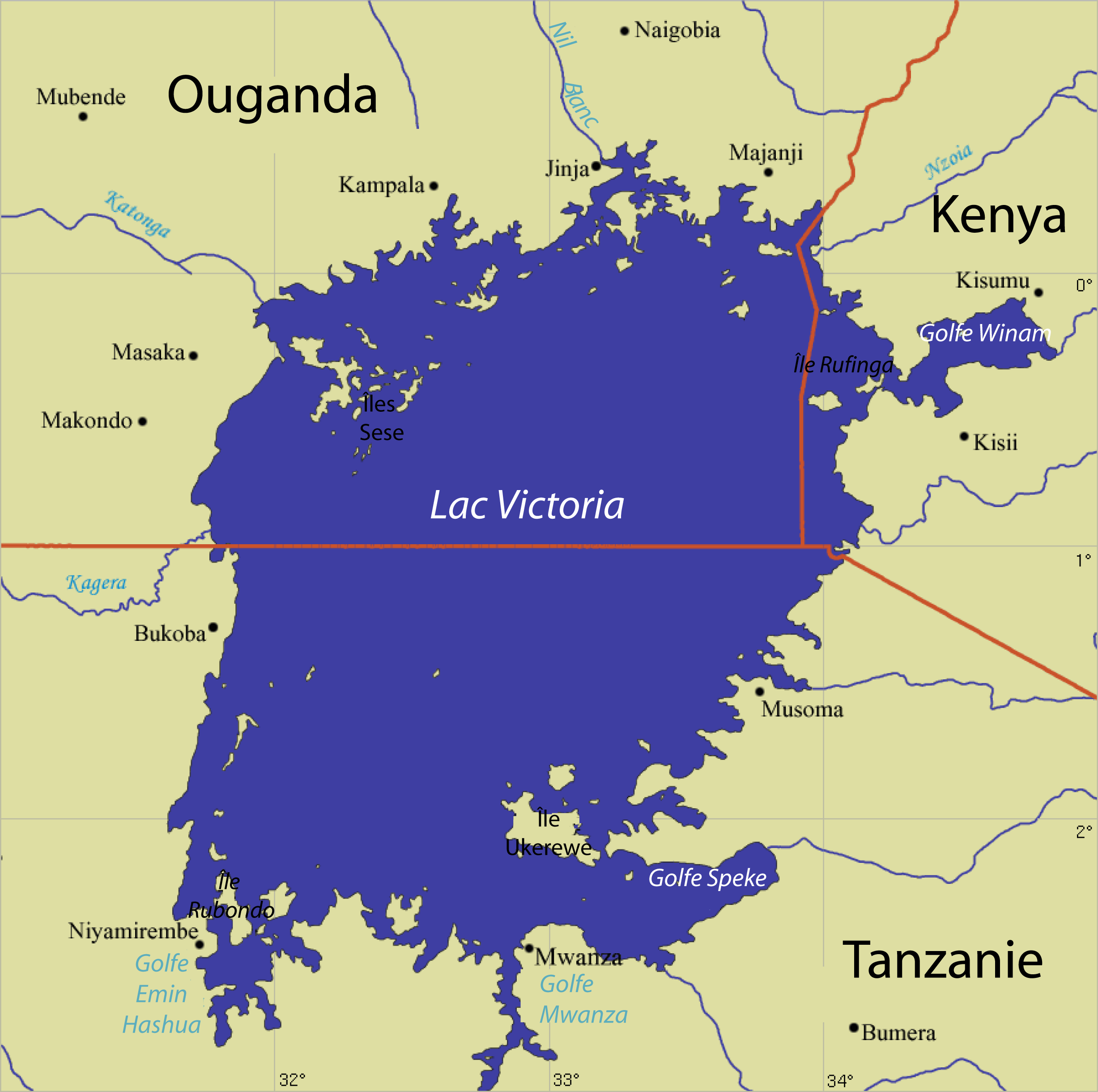
ヴィクトリア湖の湖上国境（赤線）。右上の境界線東側に接する大きな島がムファンガノ島。

## 地理

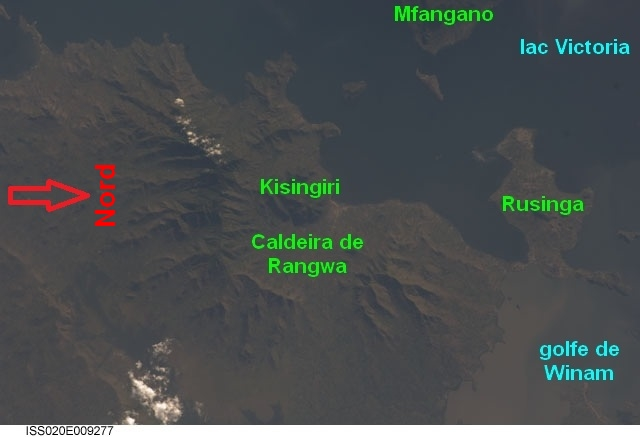
ケニア・ヴィクトリア湖周辺の火山地形（右が北）。右上がムファンガノ島。

### 地勢
ヴィクトリア湖の北東部、ケニアの湖上国境付近に位置し、内湾であるウィナム湾の湾口に位置している。赤道から南方約50kmの距離にあり、島内を東経34度線が通過する。面積は日本の八丈島とほぼ同等である。
ムファンガノ島は湖の東岸から続く火山群の山塊の一部である。岩山が湖面から300メートルを超えて屹立し、数ヶ所で赤土の断崖が露出している。沿岸には黒い岩が連なるとともに、張り出したイチジクの木や黒い火山土の砂浜、葦の小群生地がある。島民は狭い湖岸沿い、もしくは山の急斜面に暮らしている。道は狭隘で島の急斜面に曲がりくねって延びている。
地勢は岩がちで表土が浅いが、オリーブとそれに類する木々の乾燥した灌木が高地の斜面にも自生する。南東側は乾燥した気候で、植物は低木で棘をもつものが多く、アカシアや外来のランタナおよびその類縁種であるヒメイワダレソウ（学名: Phyla canescens）などがみられる。北西部は雨がやや多く、森林の植生はより豊かである。岩肌には多肉性のアロエやユーフォルビアなどがパッチを作り、灌木としてチュウテンカク（Euphorbia ingens）、オリーブの亜種である Olea europaea subsp. cuspidata などが自生する。
ケニア国内のヴィクトリア湖沿岸の他の地域と同様、島ではコサギやカワウ・ハタオリドリ・ハジロハクセキレイ（学名: Motacilla aguimp）・カンムリカワセミ・ヒメヤマセミなどの鳥が人間と共存する。イチジクの木々の間にはサンショクウミワシ・シュモクドリ・アフリカクロトキ・ハダダトキなどが、岩肌にはイワツバメなどが生息する。内陸部ではトビを除いて鳥類を見ることは困難である。
ヴィクトリア湖には半世紀前に食用・競技用のナイルパーチが持ち込まれたことで、魚の固有種はほぼ絶滅した。アフリカ最大のトカゲであるナイルオオトカゲも島の沿岸で見かけることがある。

### 社会
島には何世紀も前に中央アフリカから到来したとされるバントゥー系のスバ人が暮らしており、ルシンガ島やニャンザ州にかけての本土沿岸部とともにスバ人の中心的な居住地をなす。1990年代にはスバ人政治家の働きかけにより、沿岸島嶼も含めたスバ行政区（Suba District）がつくられ、本土のムビタに行政機関が置かれた。ただし、現地の地域共通語であるルオ語（バントゥー諸語とは別系統のナイル諸語にあたる）を話すルオ人との同化と民族間結婚が進んだ結果、スバ文化は抑圧され、スバ語はユネスコの危機に瀕する言語に登録されている。島の孤立性と聖書翻訳協会による識字教育の甲斐あって、2000年現在、ムファンガノ島はスバ語が日常言語としての地位を保っている唯一の島である。
島内は面積をほぼ等しくする4つの行政区画に分かれている。数十年の間に急速に人口を伸ばしており、1979年には6,879人であったものが、1999年には16,282人に拡大している。2015年現在の人口は21,000人と推定される。
島へは水路と空路の両方で到達できる。空路の場合、ナイロビ・キスム・マサイマラからの直行のチャーター便がある。対岸のムビタからは定期船が往復しており、ムビタもしくはシンドでボートを借りることもできる。

## 歴史
スバ語を話す人々がいつから住んでいるかは不明だが、W・R・オチエンによれば、その起源は次のようにまとめられる。まず、紀元3世紀ごろからバントゥー諸民族の小さな移住の波があり、その後15世紀ごろから18世紀末にかけて、スーダン方面から内陸部へルオ人がゆっくりと南下した。並行して、南のタンザニア方面からはバントゥー系の小集団が移り住み、スバ文化の基礎を築いた。18世紀に、北西のウガンダから覇権争いを逃れたバントゥーの一派がムファンガノ島や沿岸部に定着し、彼らが南方からやってきた人々と混成することで今日のスバ人が形成されたと考えられる。しかし、スバという民族意識がいつ頃生じたのかは定かでない。
スバ人の間では島はIvanganoという名で呼ばれる。これはスバ語で「和解」を意味し、17世紀に和解の儀によって島内の抗争が解決したことから名づけられた。以来スバ人は、平和に暮らし、社会の内外で平和を維持する手段として和解と赦免を貴ぶ気風を受け継ぐことを約束した。

## 文化・経済
島民はもっぱら農業と漁業に従事し、トウモロコシ・キビ・キャッサバ・豆・果物を育て、牛・山羊・羊・鴨・鶏を飼育する。多くの家は黄色い花をつけるキョウチクトウ科のキバナキョウチクトウ（学名: Cascabela thevetia; シノニム: Thevetia peruviana）の生け垣に囲まれている。また、休閑地にはアサガオが自生する。
島民の間ではナイルパーチやダガー（Rastrineobola argentea; ルオ語: omena オメナ）の漁が行われている。スバの人々は移動性が高く、ビクトリア湖全域にわたって漁や交易を行う。水産物は、地域で消費されるかケニアの消費地やヨーロッパに運ばれる。
低開発地域でインフラの整備は進んでおらず、島内に舗装道路は存在しない。最初の発電設備であるディーゼル発電機が導入されたのは2008年のことであった。1950年代のナイルパーチの導入後、産業の漁業化と市場経済化が急速に進んだ結果、食料摂取量の低下などの弊害も出ている。また島を含むホマ・ベイ地域は、婚姻慣習の影響もあって国内で最もHIV感染率が高く、ムファンガノ島の成人の約27%が罹患者であるとともに、マラリアへの感染率の高い地域でもある。日本国内でもNPOやTABLE FOR TWOによる支援が行われている。
島内には、スバ社会の文化・自然の保護を目的につくられたケニア初のコミュニティ博物館であるスバ民族コミュニティ平和博物館がある。博物館は2009年に設立され、ケニア国立博物館などとの協力で岩壁画の保護管理などに努めている。観光プロジェクトの立ち上げ以来、岩壁画目当てに数千人の来訪者があり、その利益を基に小学校も建設されている。

## 岩壁画
岩壁画は島に限らずケニア国内外の様々な場所でみられる。これらはトゥア（Twa）という古代の狩猟採集民によって描かれたもので、雨乞いのために描かれたと考えられている。スバ人は約200年前にこの地域にやってきた際に、雨乞いの儀式としてこの場所を利用していた。
ムファンガノ島のマワンガ洞窟は船着き場から徒歩5分の所にあり、ビクトリア湖流域周辺の多くの場所で見られるものと様式が似て、赤と白の同心円、螺旋、雷の模様を描いている。これらは1,000～4,000年前に描かれたと考えられる。
島の高台にあるクィトネ洞窟にも同様の芸術が残されており、マワンガ洞窟のものより色彩や躍動感に富んでいる。部族の長老らが説明するには、彼らは戦や揉め事が生じた際に、平和をもたらすよう先祖に助けを乞うために洞窟を訪れていた。ここに来る際は、場所の名前を述べたり誰かに来訪することを告げてはならず、また来訪前には斎戒することになっている。
約200年前の部族抗争の際に、ある部族が洞窟の中に逃げ込み、女性を戦士に扮装させて勝利を収めたという伝承が残る。現在でも、島の人々が様々な企ての勝利や成功を先祖に祈願するときに訪れることがある。クィトネ洞窟は今では特別な儀礼の役割は果たしていないが、聖地として周辺の木々の伐採が禁じられている。洞窟にはスバ民族コミュニティ平和博物館からのガイド付きで訪れることができる。